# Покрайна
Покрайна (болг. Покрайна) — село в Болгарии. Находится в Видинской области, входит в общину Видин. Население составляет 1 282 человека.

## Политическая ситуация
В местном кметстве Покрайна, в состав которого входит Покрайна, должность кмета (старосты) исполняет Венелин  Миланов Йонов (коалиция в составе 3 партий: Демократы за сильную Болгарию (ДСБ), Земледельческий народный союз (ЗНС), Союз демократических сил (СДС)) по результатам выборов правления кметства.
Кмет (мэр) общины Видин — Румен Ангелов Видов (Граждане за европейское развитие Болгарии (ГЕРБ)) по результатам выборов в правление общины.